# Windows 7
Windows 7 (ranije poznata kao Blackcomb i Vienna) je radni naziv inačice operativnog sustava Windows, nasljednik Viste. Windows 7 je izašao 22. listopada 2009. Windows 7 se isporučuje i u 32-bitnoj i u 64-bitnoj verziji. Poslužiteljska inačica ide pod nazivom Windows Server 2008 R2.
Produžena podrška za Windows 7 završila je 14. siječnja 2020., više od deset godina nakon izlaska operativnog sustava, nakon čega je prestao primati daljnja ažuriranja. Postojao je plaćeni program podrške za poduzeća, koji je omogućavao sigurnosna ažuriranja do tri godine nakon službenog završetka podrške.
Windows 7 bio je zamišljen kao inkrementalno nadograđivanje Windows Viste, usmjereno na ispravljanje lošeg prijema prethodnog sustava, uz održavanje kompatibilnosti hardvera i softvera te ispravljanje nekih Vista-inih nedosljednosti, poput agresivnog sustava korisničkih računa (User Account Control). Windows 7 nastavio je poboljšanja korisničkog sučelja Windows Aero dodavanjem redizajniranog traka zadataka koji omogućava prikvačivanje aplikacija, te uveo nove značajke upravljanja prozorima. Ostale nove funkcionalnosti uključuju biblioteke, novi sustav dijeljenja datoteka HomeGroup i podršku za višedodirni unos (multitouch). Također je uveden "Action Center" koji pruža pregled sigurnosnih i održavateljskih informacija sustava, a User Account Control je prilagođen da bude manje nametljiv. Windows 7 također je isporučivan s ažuriranim verzijama nekih osnovnih aplikacija, uključujući Internet Explorer 8, Windows Media Player i Windows Media Center.
Za razliku od Windows Viste, Windows 7 dobio je pozitivan prijem među recenzentima i korisnicima, koji su ga smatrali značajnim poboljšanjem zbog bolje izvedbe, intuitivnijeg sučelja, manje skočnih prozora User Account Controla i drugih poboljšanja na cijeloj platformi. Windows 7 je bio veliki uspjeh za Microsoft; čak i prije službenog izlaska, pretprodaja putem internetske trgovine Amazon.com premašila je prethodne rekorde. U prvih šest mjeseci prodano je više od 100 milijuna kopija diljem svijeta do srpnja 2012. godine. Do siječnja 2018., Windows 10 je nadmašio Windows 7 kao najpopularniju verziju Windowsa na svijetu. Windows 11 je u kolovozu 2022. godine nadmašio Windows 7 kao drugu najpopularniju verziju Windowsa na svim kontinentima. Od 2025. godine, samo 2 % tradicionalnih računala s Windows operativnim sustavom koristi Windows 7.
Windows 7 je posljednja verzija Microsoft Windowsa koja podržava procesore bez SSE2 ili NX podrške (iako je nadogradnja iz 2018. godine ukinula podršku za procesore bez SSE2).

## Aktivacijske metode za Windows 7
| Izdanje        | OEM:SLP | OEM:COA | Retail | MAK | KMS | Rearm |
| -------------- | ------- | ------- | ------ | --- | --- | ----- |
| Starter        | ✓       | ✓       | ✗      | ✗   | ✗   | ✓     |
| Starter E      | ✓       | ✓       | ✗      | ✗   | ✗   | ✓     |
| Starter N      | ✗       | ✗       | ✗      | ✗   | ✗   | ✓     |
| Home Basic     | ✓       | ✓       | ✓      | ✗   | ✗   | ✓     |
| Home Basic E   | ✓       | ✓       | ✓      | ✗   | ✗   | ✓     |
| Home Basic N   | ✗       | ✗       | ✓      | ✗   | ✗   | ✓     |
| Home Premium   | ✓       | ✓       | ✓      | ✓   | ✗   | ✓     |
| Home Premium E | ✓       | ✓       | ✓      | ✓   | ✗   | ✓     |
| Home Premium N | ✗       | ✗       | ✓      | ✓   | ✗   | ✓     |
| Professional   | ✓       | ✓       | ✓      | ✓   | ✓   | ✓     |
| Professional E | ✓       | ✓       | ✓      | ✓   | ✓   | ✓     |
| Professional N | ✗       | ✗       | ✓      | ✓   | ✓   | ✓     |
| Ultimate       | ✓       | ✓       | ✓      | ✓   | ✗   | ✓     |
| Ultimate E     | ✓       | ✓       | ✓      | ✓   | ✗   | ✓     |
| Ultimate N     | ✗       | ✗       | ✓      | ✓   | ✗   | ✓     |
| Enterprise     | ✗       | ✗       | ✗      | ✓   | ✓   | ✓     |
| Enterprise E   | ✗       | ✗       | ✗      | ✓   | ✓   | ✓     |
| Enterprise N   | ✗       | ✗       | ✗      | ✓   | ✓   | ✓     |

## Napomene
1. ↑  Windows 7 Support Lifecycle Microsoft Support
2. ↑  Windows 7 Features Microsoft Docs
3. ↑  StatCounter - Desktop OS Market Share StatCounter, 2018
4. ↑  StatCounter - Desktop OS Market Share StatCounter, 2022
5. ↑  NetMarketShare Usage Stats NetMarketShare, 2025
6. ↑  SSE2 Requirement for Windows 7 Microsoft Docs
7. ↑  Important updates for Windows 7 in 2018 Microsoft Support
8. ↑  https://answers.microsoft.com/en-us/windows/forum/all/windows-7-oem-activation/592a4fb9-8161-4f83-9c8a-d37bc4413a2c
9. ↑  https://answers.microsoft.com/en-us/windows/forum/all/windows-7-oem-activation/592a4fb9-8161-4f83-9c8a-d37bc4413a2c
10. ↑  https://answers.microsoft.com/en-us/windows/forum/all/how-do-i-activate-windows-7/57571e5b-bf6e-447a-a43c-fa1f34af529c
11. ↑  https://learn.microsoft.com/en-us/previous-versions/windows/it-pro/windows-server-2012-R2-and-2012/dn502526(v=ws.11)
12. ↑  https://learn.microsoft.com/en-us/windows-server/get-started/kms-client-activation-keys
13. ↑  https://learn.microsoft.com/en-us/previous-versions/windows/it-pro/windows-7/ee939272(v=ws.10)

## Razvoj

### Povijest
2000. godine Microsoft je počeo planirati nasljednika Windowsa XP i njegove poslužiteljske inačice Windows Server 2003. Za razvojno ime Microsoft je izabrao kodno ime Blackcomb, a izlazak je zakazan za 2005. godinu. Zbog raznoraznih problema tijekom razvoja Blackcomb je odgođen. Rukovodstvo Microsofta odlučilo je prije Blackcomba izdati inačicu koja je imala razvojno ime Longhorn. U Longhorn su trebali biti uključene neke od tehnologija koje su bile namijenjene za Blackcomb kao datotečni sustav WinFS i grafičko okružje Desktop Window Manager. Razvoj Longhorna imao je mnoge probleme tako da je Microsoft poništio cijeli projekt u rujnu 2004. te su počeli programirati otpočetka. Zbog raznih zastoja Longhorn je izdan krajem 2006. godine pod imenom Windows Vista. U Windows Vista Microsoft nije ispunio mnoge od planiranih sposobnosti koje su bile zacrtane za Longhorn jer ih je Microsoft smatrao "nespremnima" za javnost. Microsoft je 2006. godine preimenovao projekt Blackcomb u Vienna, koje kasnije postaje završni proizvod: Windows 7.

### Milestone 1
Prva poznata inačica Windowsa 7 poznata je pod nazivom "Milestone 1(M1) Code Drop". Označena je brojem 6.1.6519.1. Poslana je ključnim Microsoftovim partnerima u siječnju 2008. u 32-bitnim i u 64-bitnim verzijama. Iako Microsoft još nije potvrdio ovu inačicu, na internetu mogu se pronaći opisi i slike Windows 7 sustava.
20. travnja 2008. pojavile su se slike i videozapisi nove verzije M1 sustava s oznakom 6.1.6574.1. Ova verzija uključuje promjene u Windows Exploreru kao i novi Windows Health Center.
Blackcomb M1 6519 procurila je na Internet 10. lipnja 2008. te se brzo proširila po torrentima.

### Windows 7 Beta
Windows 7 Beta (ili samo build 7000) je prva javna beta verzija operacijskog sustava Windows 7, koju je Microsoft službeno objavio 7. siječnja 2009. godine. Ova verzija označila je ulazak sustava u beta fazu razvoja, a prethodno je procurila na torrent mreže krajem prosinca 2008. godine.
Build 7000 je kompajliran 12. prosinca 2008. pod oznakom 6.1.7000.0.winmain_win7beta.081212-1400. Dostupan je bio u 32-bitnoj i 64-bitnoj verziji te na više jezika, uključujući engleski, njemački i japanski. Instalacija je bila moguća kao nadogradnja s Windows Vista SP1 ili kao čista instalacija, dok nadogradnja s Windows XP nije bila podržana.
Beta verzija donijela je nova vizualna poboljšanja, redizajnirani taskbar (Superbar), bolju podršku za netbook računala, multitouch ekrane i učinkovitije upravljanje energijom. Bila je stabilnija i brža od Vistе, što su korisnici pozitivno ocijenili.
Poznati problemi uključivali su bug prilikom promjene veličine naslovne trake, pogreške u lokalizaciji u nekim verzijama jezika te pojavu dodatnih ikona Windows Media Playera nakon nadogradnje.
Microsoft je ograničio broj aktivacijskih ključeva na 2,5 milijuna korisnika. Beta verzija prestala je s radom 1. kolovoza 2009. godine. Build 7000 predstavljao je važan korak u razvoju sustava koji je konačno izdan u listopadu 2009.

### Servisni paketi
Za najnovije informacije o servisnim paketima možete posjetiti ovu poveznicu (Centar za servisne pakete)
- Windows 7 Servisni Paket 1 (SP1) je prvi put najavljen 18. ožujka 2010. godine. Beta kopija je izdana 12. srpnja 2010.godine. Microsoft je potvrdio da će servisni paket biti manje veličine od prethodnih inačica Windows operativnih sistema, pogotovo Windows Viste.

- 7. travnja 2010. godine, na piratske stranice je procurila inačica Windows 7 servisnog paketa objavljenog 27. ožujka 2010.godine. Broj izgradnje je bio 6.1.7601.16537.amd64fre.win7.100327-0053 i objavljeno je da je ugradnja bila mnogo brža od prošlih servisnih paketa Windows-a.

- 6. listopada 2010. godine, stranica Softpedia objavljuje da je Microsoft izdao RC kopiju (engl. Release Candidate - Kandidat za izdavanje) servisnog paketa za Windows 7, broj izgradnje "6.1.7601.17104". Ova kopija je bila dostupna određenim ispitivačima i bliskim Microsoft-ovim partnerima.

- 26. listopada 2010. godine, Microsoft je službeno objavio RC presliku Servisnog paketa 1 za Windows 7. Broj izgradnje bio je: "6.1.7601.17105".

- 22. veljače 2011. godine, Microsoft izdaje servisni paket 1.

### D6 konferencija
Sučelje Windowsa 7 demonstrirano je po prvi put na D6 konferenciji tijekom koje je Steve Ballmer najavio izlazak Windowsa 7 krajem 2009. Verzija Windowsa 7 koja je demonstrirana imala je drugačiji taskbar od onog iz Windows Viste podijeljen na nekoliko dijelova označen različitim bojama. 
Pozadinska slika Windows 7 taskbara može se pronaći i u verziji 6.1.6519.1. iako se tamo ne koristi.

### Nove značajke sustava
Windows 7 uključuje brojne nove značajke, kao što su unaprijeđeni sustavi za upravljanje dodirom i prepoznavanje rukopisa, podrška za virtualne tvrde diskove, poboljšanje performasi na višejezgrenim procesorima, poboljašani učinak u dizanju sustava. Windows 7 također dodaje podršku za korištenje više grafičkih kartica različitih proizvođača. Novi su i Windows Media Center, Gadget za Windows Media Center, poboljšane multimedijske sposobnosti, XPS čitač, ugrađen Windows PowerShell, redizajnirani kalkulator s novim modovima Programer i Statistika, te sposobnost pretvaranja mjernih jedinica. Mnogo novih stavki dodano je i u upravljačku ploču kao što su ClearType Text Tuner, "upravitelj lozinkama", "Biometrijski uređaji", "Display Color Calibration Wizard", "Gadgets", "Recovery", "Troubleshooting", "Display"... Windows Security Center iz ranijih verzija preimenovan je u Windows Action Center.

## Izdanja

### Windows 7 Starter
Windows 7 Starter omogućuje jednostavnije korištenje netbook računala jer skraćuje obavljanje zadatka ‒ manje čekanja, manje klikanja i manje gnjavaže prilikom povezivanja s mrežama. Windows 7 Starter objedinjuje najnovija postignuća kad je riječ o pouzdanosti i brzini reagiranja s poznatim značajkama i kompatibilnošću sustava Windows.

### Windows 7 Home Premium
Windows 7 Home Premium olakšava stvaranje kućne mreže i zajedničko korištenje omiljenih slika, videozapisa i glazbe. Možete čak i gledati, zaustavljati, premotavati i snimati televizijski program. Iskusite najbolju zabavu pomoću sustava Windows 7 Home Premium.

### Windows 7 Professional
Ako računalo koristite za rad, bit će vam potreban Windows 7 Professional. Pomoći će vam da potaknete produktivnost i zaštitite ključne informacije s kojima morate raditi. Za mnoge je rutinske zadatke potrebno samo nekoliko klikova, stoga trošite manje vremena na postavljanje projektora, pisača i mreža. Mogućnosti poboljšanog stvaranja sigurnosne kopije pojednostavnit će vam zaštitu svega na čemu naporno radite stvaranjem automatskih sigurnosnih kopija u kućnoj ili poslovnoj mreži. Način rada za Windows XP omogućuje vam korištenje većine programa sustava Windows XP u sustavu Windows 7.

### Windows 7 Ultimate
Windows 7 Ultimate je najsvestranije i najsnažnije izdanje sustava Windows 7. Ono objedinjuje iznimnu lakoću korištenja sa značajkama za zabavu sustava Home Premium i poslovnim mogućnostima sustava Professional, uključujući mogućnost pokretanja mnogih poslovnih programa sustava Windows XP u načinu rada za Windows XP. Za dodatnu sigurnost možete šifrirati podatke pomoću programa BitLocker i BitLocker To Go. Dodatnu fleksibilnost pruža mogućnost rada na bilo kojem od 35 jezika. Sa sustavom Windows 7 Ultimate dobivate sve.

### Windows 7 Home Basic
Windows 7 Home Basic je jedno od izdanja Windowsa 7 namijenjeno korisnicima u zemljama u razvoju. Ova verzija ima ograničene funkcionalnosti u odnosu na ostala izdanja poput Home Premium, Professional ili Ultimate.
Home Basic ne uključuje Aero Glass sučelje, podržava manji broj istovremenih korisničkih sesija te ima ograničene mogućnosti personalizacije i mrežnih postavki. Dostupna je isključivo u određenim regijama, uključujući Indiju, Kinu i Južnu Afriku, te se službeno ne prodaje u zemljama poput SAD-a ili država EU.
Iako ograničena, ova verzija omogućuje osnovne funkcije sustava Windows 7 i koristi se uglavnom na slabijim računalima i prijenosnicima.

### Windows 7 N
Windows 7 N je posebna verzija operacijskog sustava Windows 7 namijenjena tržištima Europske unije. Verzija je izdana kao rezultat odluke Europske komisije iz 2004. godine protiv Microsofta zbog zlouporabe tržišne dominacije.
Verzija N ne uključuje unaprijed instalirani Windows Media Player, a korisnici je mogu samostalno instalirati ako to žele. Osim toga, ova verzija identična je standardnim izdanjima Windowsa 7 (npr. Home Premium N, Professional N, Ultimate N) po funkcionalnosti.

### Windows 7 E
Windows 7 E je bila planirana verzija operacijskog sustava Windows 7 namijenjena tržištu Europske unije, koja je trebala biti objavljena bez internetskog preglednika Internet Explorer. Microsoft je najavio ovu verziju u lipnju 2009. godine kao odgovor na regulatorne zahtjeve Europske komisije.
Na kraju, Windows 7 E nikada nije službeno objavljen za prodaju jer je Europska komisija prihvatila alternativno rješenje koje je uključivalo tzv. "ballot screen" – izborni izbornik koji korisnicima omogućuje odabir preglednika pri prvom pokretanju sustava.

## Vanjske poveznice
- Winbeta.pl  Arhivirana inačica izvorne stranice od 26. svibnja 2008. (Wayback Machine)(polj.) - Galerija screenshota M1 6.1.6519.1 verzije
- Winbeta.pl  Arhivirana inačica izvorne stranice od 25. srpnja 2008. (Wayback Machine)(polj.) - Galerija screenshota M1 6.1.6574.1 verzije